# Tobias Müller (Synchronsprecher)

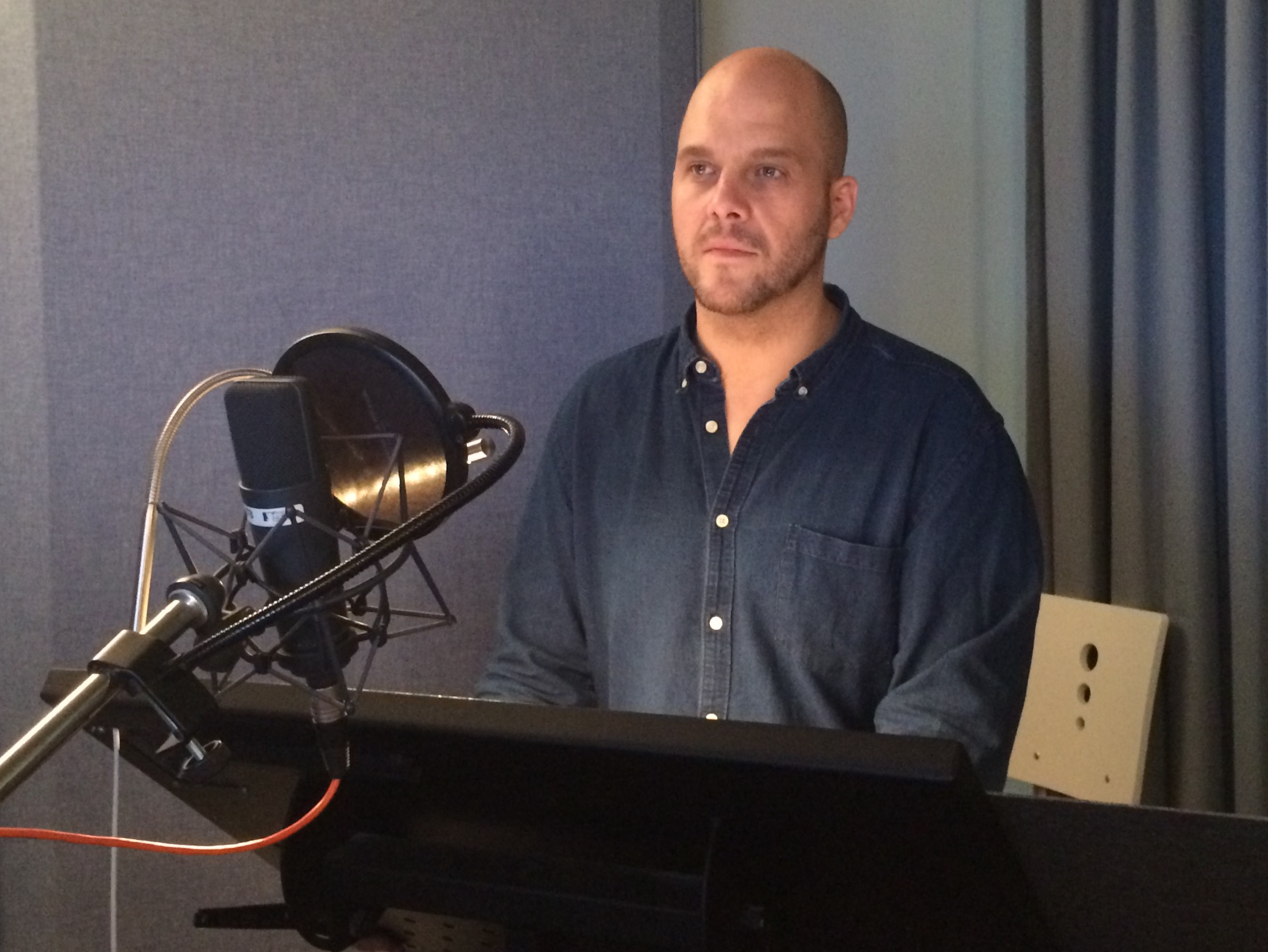
Tobias Müller (2015)

Tobias Müller (* 21. Februar 1979 in Berlin) ist ein deutscher Synchronsprecher und Rapper in der Hip-Hop-Gruppe Flexevil. Er ist die deutsche Standardstimme von Jonah Hill.

## Leben und Karriere
Tobias Müller ist der Sohn des Dialogbuchautors Horst Müller und Bruder des Dialogbuchautors Oliver Müller. Er ist seit seinem achten Lebensjahr als Synchronsprecher aktiv. Seit 2006 ist er auch als Dialogbuchautor und -regisseur tätig. 
Er übernahm Synchronrollen in Kinofilmen, Fernsehserien, Hörspielen und Computerspielen. Er ist die deutsche Standardstimme von Jonah Hill (u. a. in Beim ersten Mal, Superbad, Megamind, The Watch – Nachbarn der 3. Art) und seit 2002 in Detektiv Conan zu hören. Er lieh außerdem den beiden im „Wunderland“ lebenden Charakteren Dideldei und Dideldum aus Disneys Alice im Wunderland (2010) seine Stimme. Als Dialogbuchautor und -regisseur war er unter anderem bei dem Film Super – Shut Up, Crime! tätig.
Unter dem Namen BreitamMic ist Müller außerdem seit 1998 Mitglied der Berliner Hip-Hop-Gruppe Flexevil, die 2005 ihr Album David vs. Goliath veröffentlichte. Auf der 2006 erschienenen Musik-CD zu dem Hörspiel Elea Eluanda singt er das Liebeslied Amor Lovi.

## Synchronrollen (Auswahl)
Michael Peña
- 2001: Semper Fi – Treu bis in den Tod als Douglas Cepeda
- 2003: State of Mind als Guillermo
- 2006: World Trade Center als Will Jimeno
- 2007: Shooter als Nick Memphis
- 2007: Von Löwen und Lämmern als Ernest Rodriguez
- 2008: The Lucky Ones als T.K. Poole
- 2009: Ein fürsorglicher Sohn als Detective Vargas
- 2011: Aushilfsgangster als Rick Molloy
- 2011: World Invasion: Battle Los Angeles als Joe Rincon
- 2012: End of Watch als Officer Mike Zavala
- 2013: American Hustle als Paco Hernandez/Scheich Abdullah
- 2015: The Vatican Tapes als Pater Lozano
- 2016: Dirty Cops: War on Everyone als Bob Bolaño
- 2016: Verborgene Schönheit als Simon
- 2017: CHiPs als Frank Llewelyn Poncherello
- 2018: Extinction als Peter
- 2018: The Mule als Agent Trevino
- 2018: Operation: 12 Strong als Sam Diller
- 2018: Das Zeiträtsel als Red
- 2019: Dora und die goldene Stadt als Cole
- 2020: Fantasy Island als Mr. Roarke

Jonah Hill
- 2006: S.H.I.T. – Die Highschool GmbH als Sherman Schrader
- 2007: Evan Allmächtig als Eugene
- 2007: Superbad als Seth
- 2009: Nachts im Museum 2 als Brandon, der Nachtwächter im Smithsonian
- 2010: Cyrus als Cyrus
- 2010: Männertrip als Aaron Green
- 2011: Bad Sitter als Noah Griffith
- 2011: Die Kunst zu gewinnen – Moneyball als Peter Brand
- 2012: 21 Jump Street als Officer Schmidt
- 2012: Django Unchained als Bag Head #2
- 2012: The Watch – Nachbarn der 3. Art als Franklin
- 2013: The Wolf of Wall Street als Donnie Azoff
- 2014: 22 Jump Street als Officer Schmidt
- 2015: True Story – Spiel um Macht als Michael Finkel
- 2016: War Dogs als Efraim Diveroli
- 2018: Maniac (Miniserie, 10 Folgen) als Owen Milgrim
- 2018: Don’t Worry, weglaufen geht nicht als Donnie Green
- 2019: Beach Bum als Lewis
- 2021: Don’t Look Up als Jason Orlean
- 2023: You People als Ezra Cohen

Kenan Thompson
- 1997: Good Burger als Dexter Reed
- 2000: Die Abenteuer von Rocky & Bullwinkle als Lewis
- 2003: Partyalarm – Finger weg von meiner Tochter als Hans
- 2004: Barbershop 2 als Kenard
- 2004: Fat Albert als Fat Albert
- 2006: Snakes on a Plane als Troy
- 2012: Psych (Fernsehserie, 1 Folge)
- 2012: The Magic of Belle Isle – Ein verzauberter Sommer als Henry
- 2020: Hubie Halloween als Sgt. Blake

Masi Oka
- 2007–2010: Heroes (Fernsehserie) als Hiro Nakamura
- 2008: Get Smart – Bruce und Lloyd völlig durchgeknallt als Bruce
- 2010–2017, 2019: Hawaii Five-0 (Fernsehserie) als Dr. Max Bergman
- 2011: Freunde mit gewissen Vorzügen als Darin
- 2018: Meg als Toshi

Kappei Yamaguchi
- 2002–2006, seit 2018: Detektiv Conan (Fernsehserie) als Shinichi Kudo
- seit 2007: Detektiv Conan (Filmreihe) als Shinichi Kudo

Minami Takayama
- 2002–2006, seit 2018: Detektiv Conan (Fernsehserie) als Conan Edogawa
- seit 2007: Detektiv Conan (Filmreihe) als Conan Edogawa
- 2022/24: Lonely Castle in the Mirror als Masamune

Anthony Anderson
- 2004: My Baby’s Daddy – Groove–Alarm am Wickeltisch als G
- 2012–2013: Guys with Kids (Fernsehserie) als Gary

Frank Welker
- 2008: Scooby–Doo und der Koboldkönig als Fred
- 2012: Scooby–Doo! Das Geheimnis der Zauber–Akademie als Fred

Adam DeVine
- 2012: Pitch Perfect als Bumper Allen
- 2015: Pitch Perfect 2 als Bumper Allen

James Corden
- 2013: One Chance – Einmal im Leben als Paul Potts
- 2014: Into the Woods als Bäcker
- 2020: The Prom als Barry Glickman

### Filme
- 1998: Elden Henson in The Mighty – Gemeinsam sind sie stark als Maxwell Kane
- 1999: Paul Sybersma in Willkommen in Freak City als Wyatt
- 2000: Vicellous Shannon in Freiheitsmarsch als Owen Walker
- 2001: Patrick Renna in Boys Klub als Country
- 2001: Lee Thompson Young in Jett Jackson: The Movie als Jett Jackson/Silverstone
- 2001: William Lee Scott in Pearl Harbor als Lt. Billy Thompson
- 2003: Diego Luna in Nicotina als Lolo
- 2006: Zachery Ty Bryan in The Fast and the Furious: Tokyo Drift als Clay
- 2009: Geoffrey Arend in (500) Days of Summer als McKenzie
- 2012: Steven Pasquale in Koma als Mark Bellows
- 2012: Alexander Ludwig in Die Tribute von Panem – The Hunger Games als Cato
- 2013: Oliver Cooper in Hangover 3 als Apotheker
- 2013: Sway in Battle of the Year als Sway Calloway
- 2019: Cooper Andrews in Shazam! als Victor Vasquez
- 2019: Jesse Plemons in El Camino: Ein „Breaking Bad“-Film als Todd Alquist
- 2021: Beck Bennett in Die Mitchells gegen die Maschinen als Eric
- 2021: John Cho in Der Wunschdrache als Long
- 2023: Choeying Jatsho in Was will der Lama mit dem Gewehr? als Choephel

### Serien
- 2000–2002: Edwin Hodge in Boston Public als Jamaal Crenshaw
- 2001–2004: Ryan Runciman in The Tribe als Ryan und Darryl
- 2002–2004: Danny Tamberelli in Fillmore! als Joseph Anza
- 2002–2007: Rider Strong in Kim Possible als Brick Flagg
- 2012–2013: Jesse Plemons in Breaking Bad als Todd Alquist
- 2016–2017: Eugene Byrd in Lego Star Wars: Die Abenteuer der Freemaker als Zander Freemaker
- 2016–2021: Austin Basis in Lucifer als Todd Cornwell
- 2012–2017: Matt Lanter in Der ultimative Spider–Man als Flash Thompson
- 2012–2017: Colin Egglesfield in Rizzoli & Isles als Tommy Rizzoli
- 2017: Daisuke Endō in Fairy Tail als Totomaru
- 2017: Josh Brener in Ducktales als Mark Bürzel
- 2021: Clark Duke in Inside Job als Brett Hand

### Anime
- seit 2002: Detektiv Conan: als Shinichi Kudo/Conan Edogawa
- 2002: Dragon Ball Z: als Gotenks
- 2002: Digimon Tamers: als Ryō Akiyama
- 2003: Kare Kano: als Takefumi Tonami

## Hörspiele
- 2016: Elea Eluanda 2: Der Elefantengott, Zauberstern, als Ravi
- 2016: Elea Eluanda 3: Ezechiel, die Weihnachtseule, Zauberstern, als Ravi